# كلوروبروكائين
كلوروبروكائين (بالإنجليزية: Chloroprocaine)‏ هو دواء يُستعمل في علاج:
- ألم[8]

## دوره
يلعب هذا الدواء دورًا في علاج الأمراض كونه:
- مخدر موضعي